# August De Wannemacker
August Jan De Wannemacker (Gent, 25 december 2008) is een Belgisch voetballer die onder contract ligt bij KRC Genk.

## Clubcarrière
De Wannemacker begon zijn jeugdopleiding bij KSC Excelsior Mariakerke, waar hij na vier seizoenen werd opgepikt door KRC Gent. Een jaar later ruilde hij deze club voor stadsgenoot KAA Gent, waar hij eveneens vier seizoenen bleef. In 2022 stapte hij over naar KRC Genk, waar hij in januari 2024 een overeenkomst tot 2027 ondertekende.
Op 25 oktober 2024 maakte De Wannemacker zijn profdebuut in het shirt van Jong Genk, het beloftenelftal van Genk dat uitkomt in Eerste klasse B: op de negende competitiespeeldag mocht hij in de 0-4-nederlaag tegen Lommel SK in de 84e minuut invallen voor Robin Mirisola.

## Clubstatistieken
| Seizoen         | Club            | Land            | Competitie      | Competitie | Competitie | Beker | Beker | Supercup | Supercup | Europees | Europees | Totaal | Totaal |
| Seizoen         | Club            | Land            | Competitie      | Wed.       | Dlp.       | Wed.  | Dlp.  | Wed.     | Dlp.     | Wed.     | Dlp.     | Wed.   | Dlp.   |
| --------------- | --------------- | --------------- | --------------- | ---------- | ---------- | ----- | ----- | -------- | -------- | -------- | -------- | ------ | ------ |
| 2024/25         | Jong Genk       | Vlag van België | Eerste klasse B | 7          | 0          | —     | —     | —        | —        | —        | —        | 7      | 0      |
| Carrière totaal | Carrière totaal | Carrière totaal | Carrière totaal | 7          | 0          | 0     | 0     | 0        | 0        | 0        | 0        | 7      | 0      |

Bijgewerkt op 22 mei 2025.
15 Claes ·
50 Youndje ·
51 Brughmans ·
52 Da Costa ·
54 Onstein ·
55 Yoshinaga · 
56 De Wannemacker ·
57 Murenzi ·
58 Wamu · 
59 Mirisola  ·
60 Lazar ·
61 Van Ingelgom ·
62 Cauwel ·
63 Wasinski ·
64 Yokoyama ·
65 Akpan ·
66 Bafdili ·
68 Rabhi ·
70 Bouazzaoui ·
71 Stevens ·
72 Barry ·
73 Mbavu ·
74 Nuozzi ·
75 Caicedo ·
76 Driessen ·
78 Lukanic ·
79 Nzoko ·
80 Touré ·
81 Boets ·
82 Vliegen ·
84 Sarfo ·
86 Haroun · 
87 Yasuda ·
89 Kim ·
Coach: Van Rumst